# Ion Grosu (general)
Ion Grosu (n. 20 august 1962, orașul Găești, județul Dâmbovița) este un general român de informații, care a îndeplinit din 2008 funcția de adjunct al directorului Serviciului Român de Informații.

## Biografie
Ion Grosu s-a născut la data de 20 august 1962. A absolvit Academia Tehnică Militară, specialitatea artilerie și rachete, în anul 1986, urmând apoi Institutul de Management al Resurselor de Apărare din Monterey/SUA (1998), Colegiul NATO de Apărare din Roma, Senior Course (2002) și Colegiul European de Securitate și Apărare - Cursul de Nivel Înalt în domeniul Politicii Europene de Securitate și Apărare (2006-2007). 
Ulterior el a urmat cursuri de pregătire în domeniul informațiilor și al reformei instituționale desfășurate în țară și străinătate (Universitatea Națională de Apărare, Harvard University, JF Kennedy School of Government/Boston, Centrul European George C. Marshall pentru Studii de Securitate).  
După absolvirea Academiei Militare, a deținut diferite funcții în cadrul Ministerului Apărării: șef al Direcției Cooperare Militară Internațională; atașat al apărării, militar, aero și naval al României în Republica Italiană, consilier al secretarului de stat și șef al Departamentului pentru Integrare Euroatlantică și Politica de Apărare, George Maior etc. A participat la numeroase misiuni internaționale, acțiuni complexe desfășurate în cooperare cu parteneri străini și a c ontribuit la elaborarea și implementarea unor concepte moderne în domeniul planificării strategice. În anul 2003 a fost avansat la gradul de colonel.
După numirea în funcția de director al SRI a lui George Maior, colonelul Ion Grosu a devenit director de cabinet al acestuia. La data de 7 martie 2008, prin Decret semnat de Președintele României, colonelul Ion Grosu a fost numit în funcția de adjunct al Directorului Serviciului Român de Informații, funcție rămasă vacantă prin trecerea în rezervă, în iulie 2007, a generalului-locotenent Ionel Marin. 
La data de 18 aprilie 2008, președintele Traian Băsescu l-a înaintat la gradul de general de brigadă (cu o stea)  . 
Ion Grosu este căsătorit și are trei copii. 